# Pierre Ango
Pierre Ango (Rouen, 1640 – La Flèche, 18 ottobre 1694) è stato un fisico, matematico e gesuita francese.
Fu professore presso il Collegio di La Flèche. Nel 1682, pubblicò il libro L'Optique, una elaborazione di alcune parti del manoscritto Traité complet d'Optique del suo confratello Pardies.

## Opere
- 1682 - L'Optique divisée en trois livres (L'Ottica suddivisa in tre libri)